# Diocesi di Bridgeport
La diocesi di Bridgeport (in latino Dioecesis Bridgeportensis) è una sede della Chiesa cattolica negli Stati Uniti d'America suffraganea dell'arcidiocesi di Hartford. Nel 2022 contava 439.000 battezzati su 952.978 abitanti. È retta dal vescovo Frank Joseph Caggiano.

## Territorio

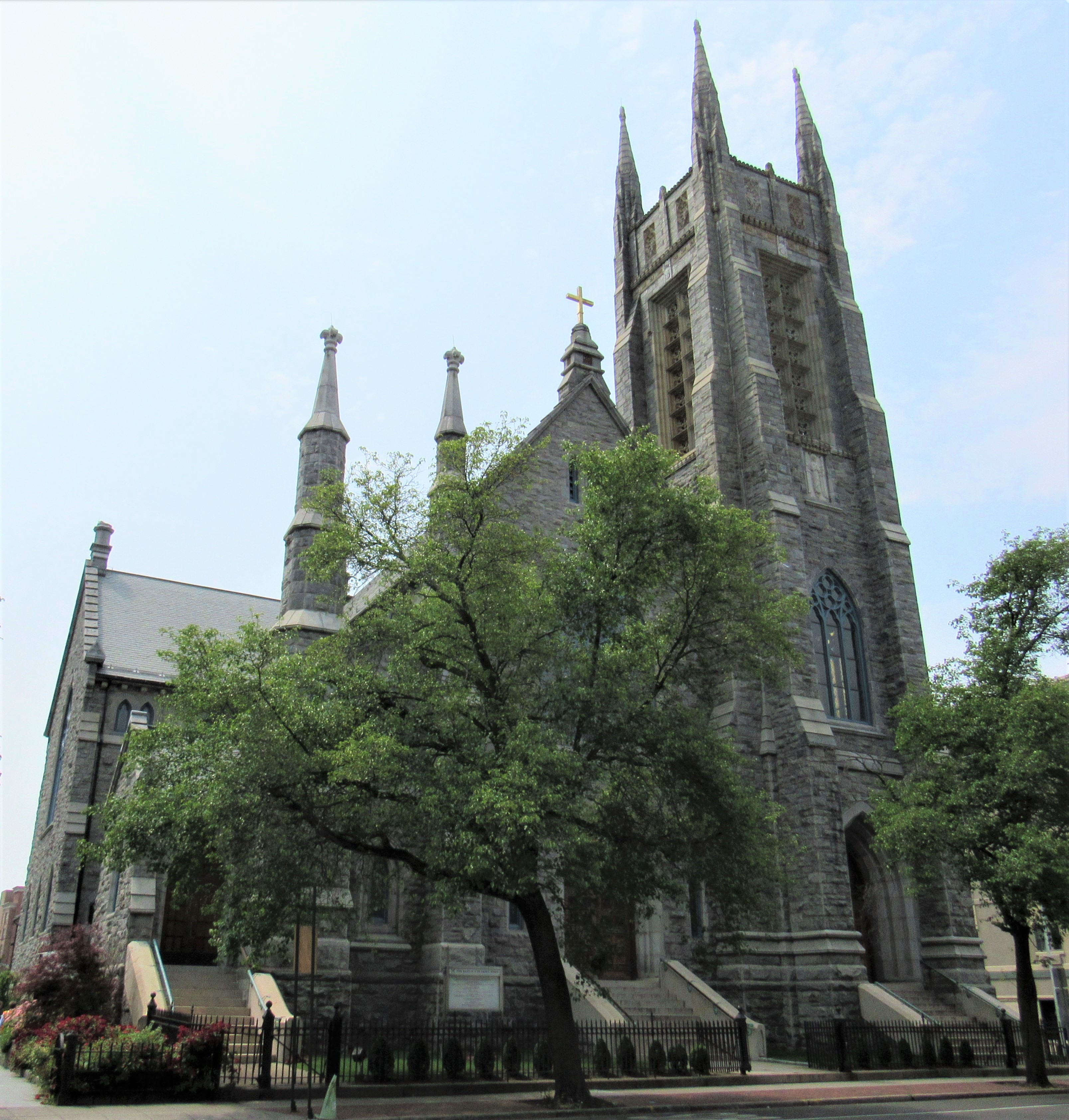
La basilica minore di San Giovanni evangelista a Stamford.

La diocesi comprende la contea di Fairfield nel Connecticut, Stati Uniti d'America.
Sede vescovile è la città di Bridgeport, dove si trova la cattedrale di Sant'Agostino (Saint Augustine). A Stamford sorge la basilica minore di San Giovanni evangelista.
Il territorio si estende su 1.621 km² ed è suddiviso in 80 parrocchie.

## Storia
La diocesi è stata eretta il 6 agosto 1953 con la bolla Qui urbis Hartfortiensis di papa Pio XII, ricavandone il territorio dalla diocesi di Hartford, che nel contempo è stata elevata ad arcidiocesi metropolitana.
Due vescovi di Bridgeport sono stati in seguito creati cardinali: Lawrence Joseph Shehan ed Edward Michael Egan.

## Cronotassi dei vescovi
Si omettono i periodi di sede vacante non superiori ai 2 anni o non storicamente accertati.
- Lawrence Joseph Shehan † (25 agosto 1953 - 10 luglio 1961 nominato arcivescovo coadiutore di Baltimora[1])
- Walter William Curtis † (23 settembre 1961 - 28 giugno 1988 ritirato)
- Edward Michael Egan † (5 novembre 1988 - 11 maggio 2000 nominato arcivescovo di New York)
- William Edward Lori (23 gennaio 2001 - 20 marzo 2012 nominato arcivescovo di Baltimora)
- Frank Joseph Caggiano, dal 31 luglio 2013

## Statistiche
La diocesi nel 2022 su una popolazione di 952.978 persone contava 439.000 battezzati, corrispondenti al 46,1% del totale.
| anno | popolazione | popolazione | popolazione | presbiteri | presbiteri | presbiteri | presbiteri                | diaconi | religiosi | religiosi | parrocchie |
| anno | battezzati  | totale      | %           | numero     | secolari   | regolari   | battezzati per presbitero | diaconi | uomini    | donne     | parrocchie |
| ---- | ----------- | ----------- | ----------- | ---------- | ---------- | ---------- | ------------------------- | ------- | --------- | --------- | ---------- |
| 1959 | 275.581     | 617.800     | 44,6        | 309        | 177        | 132        | 891                       |         | 193       | 564       | 73         |
| 1966 | 298.607     | 713.100     | 41,9        | 376        | 234        | 142        | 794                       |         | 233       | 949       | 87         |
| 1970 | 322.188     | 797.700     | 40,4        | 511        | 356        | 155        | 630                       |         | 184       | 891       | 84         |
| 1976 | 331.734     | 826.800     | 40,1        | 336        | 198        | 138        | 987                       |         | 162       | 754       | 84         |
| 1980 | 340.441     | 837.000     | 40,7        | 334        | 224        | 110        | 1.019                     | 19      | 110       | 694       | 86         |
| 1990 | 354.020     | 826.000     | 42,9        | 333        | 238        | 95         | 1.063                     | 50      | 100       | 710       | 90         |
| 1999 | 360.918     | 833.315     | 43,3        | 329        | 259        | 70         | 1.097                     | 83      |           | 487       | 88         |
| 2000 | 363.246     | 838.362     | 43,3        | 294        | 226        | 68         | 1.235                     | 83      | 68        | 489       | 88         |
| 2001 | 364.685     | 841.334     | 43,3        | 291        | 231        | 60         | 1.253                     | 86      | 60        | 466       | 87         |
| 2002 | 362.569     | 882.567     | 41,1        | 295        | 237        | 58         | 1.229                     | 87      | 58        | 481       | 87         |
| 2003 | 365.992     | 885.368     | 41,3        | 303        | 241        | 62         | 1.207                     | 93      | 62        | 439       | 87         |
| 2004 | 410.304     | 896.202     | 45,8        | 312        | 268        | 44         | 1.315                     | 94      | 45        | 356       | 87         |
| 2006 | 410.304     | 903.291     | 45,4        | 325        | 279        | 46         | 1.262                     | 99      | 46        | 395       | 87         |
| 2012 | 479.000     | 955.000     | 50,2        | 272        | 240        | 32         | 1.761                     | 103     | 32        | 330       | 82         |
| 2015 | 420.000     | 939.904     | 44,7        | 231        | 199        | 32         | 1.818                     | 99      | 34        | 298       | 82         |
| 2018 | 438.664     | 953.618     | 46,0        | 232        | 198        | 34         | 1.890                     | 114     | 35        | 288       | 82         |
| 2020 | 441.000     | 956.570     | 46,1        | 215        | 191        | 24         | 2.051                     | 93      | 25        | 288       | 80         |
| 2022 | 439.000     | 952.978     | 46,1        | 203        | 185        | 18         | 2.162                     | 88      | 19        | 176       | 80         |